# نابنط جونجوني
نابنط جونجوني (الاسم العلمي:Nepenthes junghuhnii) هو نوع غير مؤكد من النباتات يتبع جنس النابنط من الفصيلة النابنطية.